# Аркадіуш Собецький
Аркадіуш Собецький (пол. Arkadiusz Sobecki; народився 15 січня 1980 у м. Тихи, Польща) — польський хокеїст, воротар. Виступає за ГКС (Тихи) у Польській Екстралізі.
Вихованець хокейної школи ГКС (Тихи). Виступав за ГКС (Тихи).
У складі національної збірної Польщі провів 15 матчів; учасник чемпіонату світу 2005 (дивізіон I) і 2007 (дивізіон I).
Чемпіон Польщі (2005), срібний призер (2006, 2007, 2008, 2009, 2011), бронзовий призер (2002, 2004, 2005). Володар Кубка Польщі (2002).